# Niels Dominicus
Niels Dominicus (Westkapelle, 4 januari 1984) is een Nederlands voetballer die als aanvaller voor RBC Roosendaal speelde.

## Carrière
Niels Dominicus speelde in de jeugd van VV de Noormannen, Feyenoord en VV RCS. Bij RCS speelde hij ook enkele wedstrijden in het eerste elftal, voor hij in 2001 naar de jeugdopleiding van RBC Roosendaal vertrok. Dominicus speelde één wedstrijd in het eerste elftal van RBC, in de met 3-0 verloren uitwedstrijd tegen FC Groningen op 9 april 2005. Hij kwam in de 75e minuut in het veld voor Tim Smolders. In 2005 vertrok hij bij RBC, en speelde hierna voor HSV Hoek, Kozakken Boys, Achilles Veen, KFC Schoten SK en VV de Noormannen.

### Statistieken
| Seizoen                    | Club           | Land           | Competitie     | Competitie | Competitie | Beker | Beker | Totaal | Totaal |
| Seizoen                    | Club           | Land           | Competitie     | Wed.       | Dlp.       | Wed.  | Dlp.  | Wed.   | Dlp.   |
| -------------------------- | -------------- | -------------- | -------------- | ---------- | ---------- | ----- | ----- | ------ | ------ |
| 2004/05                    | RBC Roosendaal | Nederland      | Eredivisie     | 1          | 0          | 0     | 0     | 1      | 0      |
| Carrièretotaal             | Carrièretotaal | Carrièretotaal | Carrièretotaal | 1          | 0          | 0     | 0     | 1      | 0      |
| Bijgewerkt op 17 juni 2018 |                |                |                |            |            |       |       |        |        |